# مايكل كولوريدو
مايكل كولوريدو (بالفرنسية: Mickaël Colloredo)‏ (16 سبتمبر 1980 في ليون) لاعب كرة قدم فرنسي يلعب حاليا في نادي الدرجة الوطنية نيم في مركز المهاجم .
بدأ كولوريدو مسيرته الرياضية في نادي ليون سنة 2000 وبعد موسم واحد انتقل إلى نادي سيت وفي الموسم التالي انتقل إلى نادي نيور وفي سنة 2003 عاد إلى نادي سيت . في سنة 2004 انتقل إلى نادي نيم .

## روابط خارجية
- مايكل كولوريدو على موقع قاعدة بيانات كرة القدم.إي يو (الإنجليزية)